# Госпожа Вердюрен
Госпожа Вердюрен (фр. Verdurin) — один из центральных персонажей цикла романов Марселя Пруста «В поисках утраченного времени» (далее — «Поиски»).

## Госпожа Вердюрен в «Поисках»
Сидони Вердюрен, жена художественного критика г-на Вердюрена, «женщина добродетельная, из почтенной буржуазной семьи, очень богатой, но совершенно безвестной, с которой она по собственному желанию постепенно порвала всякие отношения». К финалу «Поисков», после смерти г-на Вердюрена, г-жа Вердюрен сначала станет герцогиней де Дюра, выйдя замуж за овдовевшего герцога де Дюра, а затем, после смерти герцога, получит титул принцессы Германтской, выйдя замуж за овдовевшего принца Жильбера Германтского.
До этого, на протяжении нескольких десятилетий (приблизительно с конца 1870-х), г-жа Вердюрен — претенциозная «покровительница» небольшого салона, «кланчика верных». С первых лет в её кланчик входили доктор Котар и его жена Леонтина, маэстро «Биш» (художник Эльстир), Одетта де Креси, профессор Бришо, позднее — княгиня Щербатова, скульптор Ский. В разные периоды салон г-жи Вердюрен активно посещали Шарль Сван, барон де Шарлю и Рассказчик. «Любой „новобранец“, которого Вердюренам не удавалось убедить, что на вечерах у тех, кто не вхож к Вердюренам, можно умереть от скуки, немедленно исключался из их общества». Робер де Сен-Лу в разговоре с Рассказчиком характеризует кланчик г-жи Вердюрен: «Это особая каста… свой монастырь со своим уставом. Ведь ты же не станешь отрицать, что это малюсенькая секта; они ходят на задних лапках перед теми, кто принадлежит к их кругу, и обдают холодом презрения тех, кто к нему не принадлежит. По отношению к ним гамлетовский вопрос надо ставить иначе: не „быть или не быть“, а быть с ними или не быть с ними». Но г-жа Вердюрен сочетала кастовость с артистическим кредо своего салона: «во время каждого политического кризиса, при смене художественных увлечений г-жа Вердюрен, подобно птице, вьющей гнездо, потихоньку тащила к себе веточку за веточкой, которые в настоящее время были ей не нужны, но из которых впоследствии образуется её салон. Дело Дрейфуса прошло, у неё остался Анатоль Франс. Привлекательность г-жи Вердюрен заключалась в искренней любви к искусству… как только вкус публики изменил доступному, французскому искусству Бергота и публика увлеклась главным образом экзотической музыкой, г-жа Вердюрен… вместе с обворожительной княгиней Юрбелетьевой, преобразилась в старую фею Карабос, но только всемогущую, при русских танцовщиках». Однако лишь во время мировой войны, на волне патриотизма и шовинизма, салон г-жи Вердюрен, ранее презираемый высшей аристократией, выдвигается в число самых модных салонов Парижа.
В день завершения сюжета «Поисков» недавно вернувшийся в Париж после длительного отсутствия Рассказчик (это происходит в 1919 или 1920 году) на приёме у принца Германтского видит его новую жену, бывшую г-жу Вердюрен, весьма постаревшей: «пряди принцессы Германтской, которые, будучи пепельными и блестящими, казались серебристым шёлковым покрывалом вокруг выпуклого лба, став седыми, приобрели тусклую матовость пакли и казались из-за этого серыми, словно грязный снег, утративший былой блеск». Но повадки г-жи Вердюрен менялись медленнее, чем её внешность: «Было слышно, как принцесса Германтская повторяла восторженным и каким-то лязгающим голосом, который у неё появился вместе со вставной челюстью: „Да-да, и не спорьте, мы будем самым настоящим братством, крепким кланом! Как я люблю эту молодёжь, такая умная, такая активная, ах! вы такие мужиканты!“ И она вставляла монокль в свой круглый глаз, восхищаясь и в то же время чуточку извиняясь за то, что не в состоянии подолгу поддерживать это веселье, но до самого своего конца она решила, что называется, „участвовать“, быть членом „братства“».

## Прототипы

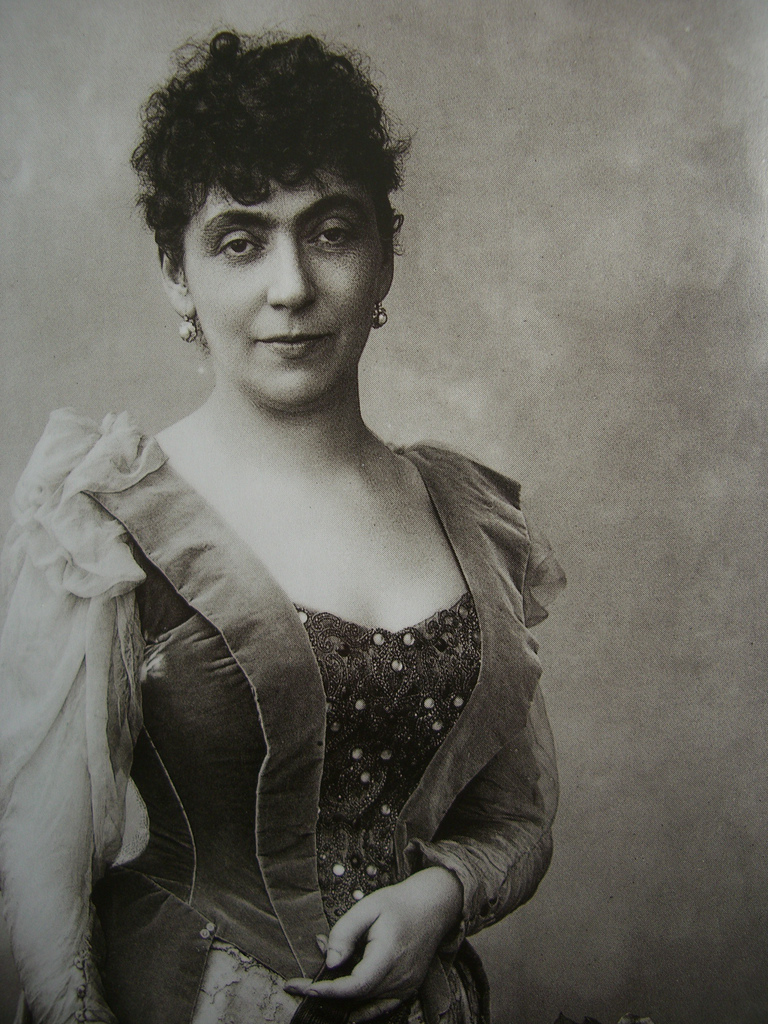
Мадлен Лемер. 1891. Фото Надара

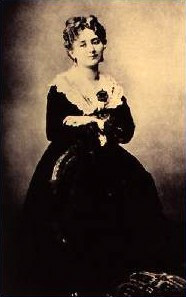
Мадам Арман де Кайаве

- Мадам Арман де Кайаве[фр.], урожденная Леонтина-Шарлотта Липман (1844—1910)[11].
- Мадлен Лемер, художница-акварелистка, хозяйка артистического салона на улице Монсо, где «Пруст познакомился с принцессой Матильдой и впервые заметил графиню Грефюль и госпожу де Шевинье… близко сошелся с музыкантом Рейнальдо Аном… повстречал графа Робера де Монтескью»; её акварели иллюстрировали его первую книгу «Забавы и дни»[12].
- Лидия Обернон, урождённая Лемерсье де Нервиль (1825—1899), хозяйка престижного артистического салона, который аристократы из Сен-Жерменского предместья не посещали; Пруст был вхож туда с 1892 года[13].
- Г-жа Дербон (Дербан), Пруст упоминает её как один из прототипов г-жи Вердюрен в одной из рабочих тетрадей[14].

## В экранизациях
- Мари-Кристин Барро — «Любовь Свана» Фолькера Шлёндорфа (1984);
- Мари-Франс Пизье — «Обретённое время» Рауля Руиса (1999);
- Доминик Блан — «В поисках утраченного времени» Нины Компанеец (2011).